# Михаил Домонтович
Михаил Алексеевич Домонтович (на руски: Михаил Алексеевич Домонтович) е руски офицер, генерал от пехотата. Участник в Руско-турската война (1877-1878).

## Биография
Михаил Домонтович е роден на 6 декември/24 ноември 1830 г. в Кудривка, Черниговска губерния в стар украински благороднически род. Ориентира се към военното поприще. Завършва Петровско-Полтавския кадетски корпус и е произведен в първо офицерско звание прапорщик (1849).
Участва в разгрома на Унгарската революция (1848 – 1849) и в Кримската война (1853-1856).
Завършва Императорската военна академия в Санкт Петербург (1858). Служи в Генералния щаб.
Участва в Руско-турската война (1877-1878). назначен е за началник на канцеларията на командващия Дунавската армия княз Николай Николаевич. Губернатор на Търново (1877-1878). Работи в администрацията на Временното руско управление. Повишен е във военно звание генерал от пехотата от 1898 г.
Автор на книгата „Обзор русско-турецкой войны 1877-1878 гг. на Балканском полуострове“. Гос. тип., Санкт Петербург, 1900.
Михаил Домонтович умира на 21 октомври/8 октомври 1902 г. в Санкт Петербург.

## Семейство
- баща Алексей Георгиевич Домонтович,
- майка Мария Степановна Домонтович,
- съпруга Aleksandra Mravinsky Domontovits Masalin,
- дъщеря Александра Михайловна Колонтай[1]